# Sople (województwo warmińsko-mazurskie)
Sople (niem. Zöpel) – osada w Polsce położona w województwie warmińsko-mazurskim, w powiecie ostródzkim, w gminie Małdyty.
W latach 1946–1975 miejscowość administracyjnie należała do tzw. dużego województwa olsztyńskiego, a w latach 1975–1998 do tzw. małego województwa olsztyńskiego.
Wieś wzmiankowana w dokumentach z roku 1388, jako wieś pruska na 5 włókach. Pierwotna nazwa – Soplyn. W roku 1782 we wsi odnotowano jeden dom, natomiast w 1858 w czterech gospodarstwach domowych było 76 mieszkańców. W latach 1937–1939 było 59 mieszkańców. W roku 1973 jako osada Sople należały do powiatu morąskiego, gmina i poczta Małdyty.
Grabiak (niem. Buchwald) – las położony na wschód od osady Sople, przy jeziorze Ruda Woda.
We wsi piętrowy dwór z II połowy XIX w. o prostym kształcie, z gankiem i balkonem podpartym dwiema kolumnami.